# Orde van Verdienste voor het Onderwijs (Tunesië)
De Orde van het Openbaar Onderwijs en de Schone Kunsten van Tunesië was een van de ridderorden van de bei, de koning, van Tunis. Tunesië hoorde nog bij het Franse koloniale rijk en werd door Frankrijk gedomineerd, maar de bei kon nog wel een eigen regering voeren. De orde werd opgeheven toen Tunesië een republiek werd. Buitenlanders konden ook in de orde worden opgenomen, zo was de Nederlander Rudolph Lehmann 1870-1928 commandeur in de orde. Tunesië kent tegenwoordig een Orde van Verdienste voor het Onderwijs, die als opvolger van de koninklijke orde kan worden gezien.
Ridderorden van de bey en van het koninkrijk
De Huisorde van de Husainid · De Orde van het Bloed · De Orde van het Fundamentele Verbond · De Orde van de Glorie · De Orde van Abdu'l-Kedir · De Orde van Nazir · De Orde van de Kroon van Tunesië · De Orde van Onafhankelijkheid
Ridderorden van de republiek

De Orde van Onafhankelijkheid · De Orde van de Republiek · De Nationale Orde van Verdienste  · 
De Orde van Culturele Verdienste · 
De Orde van Ambachtelijke Verdienste · 
De Orde van Verdienste voor de Landbouw · 
De Orde van Verdienste voor het Onderwijs · 
De Orde van de Ingenieurs · 
De Orde van Maritieme Verdienste · 
De Orde van de 7e November · 
De Orde van Sportieve Verdienste · 
De Orde van Academische Verdienste · 
De Orde van Loyaliteit en Sacrifice
Zie ook: Ridderorden in Tunesië